# Mina del cañón de Bingham
La mina del cañón de Bingham (del inglés: Bingham Canyon Mine), también llamada mina de cobre Kennecott, es una operación de minería a cielo abierto para explotar un gran yacimiento de pórfido de cobre al suroeste de Salt Lake City, Utah, Estados Unidos, en las montañas Oquirrh. Es la mina a cielo abierto más profunda del mundo. La mina es propiedad de Rio Tinto Group, una compañía internacional de minería y exploración cuya sede se encuentra en Reino Unido. Las operaciones de extracción de cobre en la mina Bingham son gerenciadas por la Kennecott Utah Copper Corporation que opera la mina, una planta concentradora, una fundición, y una refinería. La mina ha estado en producción desde 1906, y ha dado lugar a la creación de una excavación de más de 1,2 km de profundidad, 4 km de diámetro, y que abarca 7,7 km². Según Kennecott, es la mayor excavación que haya realizado jamás el hombre.
En 1966 fue elegida como un Hito Histórico Nacional de Estados Unidos.